# Алексеевское (Владимирская область)
Алексеевское — село в Ковровском районе Владимирской области России, входит в состав Ивановского сельского поселения.

## География
Село расположено в 11 км на юг от центра поселения села Иваново, в 38 км на юго-восток от райцентра города Ковров и в 3 км от ж/д станции Восход на линии Ковров — Муром.

## История
В XIX веке в приходе села Голышево Судогодского уезда находилась деревня Лаптиха. До приходского Покровского храма жителям той деревни приходилось топать 8 вёрст и решили лаптихинцы построить в своей деревеньке церковь. Когда строительство храма было завершено деревня Лаптиха стала селом. 30 ноября 1908 года деревянная церковь была освящена благочинным III округа Судогодского уезда П.Г. Лебедевым в сослужении ещё пяти священников. Это был первый храм во Владимирской губернии с престолом во имя преподобного Серафима Саровского Чудотворца. Вскоре после её освящения прихожане подали прошение Николаю II о переименовании села из Лаптихи в Алексеевское. Царь просьбу удовлетворил и в 1909 году село было названо «в честь Государя Наследника Цесаревича и великого князя Алексея Николаевича». Стараниями зажиточного крестьянина Ильинского погоста Павла Ивановича Седова при храме было выстроено здание церковно-приходской школы, которая была освящена в июне 1910 года. 
В конце XIX — начале XX века деревня Лаптиха входила в состав Смолинской волости Судогодского уезда. 
В 1931 году в Алексеевском образовался колхоз «Коммунар». Ковровским исполнительным комитетом церковь временно закрыли на ремонт. 25 декабря 1937 года постановлением Ивановского облисполкома утвержденным Президиумом ВЦИК Серафимовская церковь была окончательно закрыта, а помещение стало использоваться под школу.
С 1929 года центр Алексеевского сельсовета Ковровского района, позднее вплоть до 2005 года входило в состав Ивановского сельсовета (с 1998 года — сельского округа).

## Население
| 1859 | 1905 | 1926 | 2002 |
| ---- | ---- | ---- | ---- |
| 233  | 273  | 397  | 78   |

| 1859 | 1905 | 1926 | 2002 | 2010 | 2021 |
| ---- | ---- | ---- | ---- | ---- | ---- |
| 233  | ↗273 | ↗397 | ↘78  | ↘47  | ↗54  |